# Аїта Гаспарін
Аїта Гаспарін (ромш. Aita Gasparin; (9 лютого 1994 , Самедан, Граубюнден ) — швейцарська біатлоністка, призерка етапів Кубка IBU. Наймолодша з сестер Гаспарін. Дружина українського біатлоніста Сергія Семенова (пара взяла шлюб 23 вересня 2022 р.)

## Кар'єра
У Кубку світу дебютувала в сезоні 2012—2013. Перед біатлоном займалася лижами та брала участь у міжнародних змаганнях.
2014 року разом із Селіною та Елізою Гаспарін взяла участь у Зимових Олімпійських іграх у Сочі. Отож, в естафеті від Швейцарії виступали три сестри Гаспарін. На наступному після Олімпіади етапі кубка світу в словенській Поклюці Аїта Гаспарін набрала свої перші залікові бали, фінішувавши у перегонах переслідування на 38-му місці. Невдовзі після цього на етапі Кубка IBU в Мартелл-валь Мартелло вперше здобула медалі, посівши треті місця в спринті та перегонах переслідування.
Спортсменка брала участь у чемпіонаті Швейцарії з лижних перегонів.
На етапі Кубка світу в Рупольдінгу 2015 року посіла 25-те місце в спринті, встановивши новий особистий рекорд. А на наступному етапі в складі естафетної збірної стала 8-ю, що є найкращим естафетним результатом швейцарок в історії. На останньому етапі Кубка світу посіла 21-ше місце, знову оновивши найкраще особисте досягнення, і цим уперше в кар'єрі кваліфікувалась у мас-старт.

## Результати за кар'єру
Усі результати наведено за даними Міжнародного союзу біатлоністів.

### Олімпійські ігри
| Змагання       | Інд. перегони | Спринт | Перегони пер. | Масстарт | Естафета | Змішана ес. |
| -------------- | ------------- | ------ | ------------- | -------- | -------- | ----------- |
| Сочі 2014      | 61            | —      | —             | —        | 9        | —           |
| Пхьончхан 2018 | 68            | —      | —             | —        | —        | —           |

### Чемпіонати світу
| Змагання                  | Інд. перегони | Спринт | Перегони пер. | Масстарт | Естафета | Змішана ес. | Од. змішана ес. |
| ------------------------- | ------------- | ------ | ------------- | -------- | -------- | ----------- | --------------- |
| Нове Место 2013           | 84            | 94     | —             | —        | 13       | —           | Не пров.        |
| Контіолахті 2015          | 78            | 80     | —             | —        | 21       | 13          | Не пров.        |
| Голменколлен 2016         | 63            | 73     | —             | —        | 16       | 14          | Не пров.        |
| Гохфільцен 2017           | 28            | 48     | 50            | —        | 13       | 14          | Не пров.        |
| Естерсунд 2019            | —             | 75     | —             | —        | 13       | —           | 14              |
| Антгольц-Антерсельва 2020 | 27            | 10     | 10            | 21       | 6        | —           | —               |
| Поклюка 2021              | —             | 33     | 35            | —        | 12       | —           | —               |

### Кубки світу
- Найвище місце в загальному заліку: 31-те 2020 року.
- Найвище місце в окремих перегонах: 9-те.
- 3 п'єдестали в естафеті: 1 друге місце, 2 треті місця.

Станом на 14 березня 2020 року

#### Підсумкові місця в Кубку світу за роками
| Сезон     | Інд. перегони | Інд. перегони | Спринт | Спринт | Перегони пер. | Перегони пер. | Масстарт | Масстарт | Заг. залік | Заг. залік |
| Сезон     | Бали          | Місце         | Бали   | Місце  | Бали          | Місце         | Бали     | Місце    | Бали       | Місце      |
| --------- | ------------- | ------------- | ------ | ------ | ------------- | ------------- | -------- | -------- | ---------- | ---------- |
| 2013–2014 | -             |               | -      |        | 3             | 80            |          |          | 3          | 98         |
| 2014–2015 | -             |               | 39     | 58     | 14            | 62            | 21       | 38       | 74         | 59         |
| 2015–2016 | -             |               | 22     | 67     | 10            | 74            |          |          | 31         | 72         |
| 2016–2017 | 13            | 55            | 3      | 85     | 4             | 80            |          |          | 22         | 88         |
| 2018–2019 | -             |               | 20     | 69     | -             |               |          |          | 20         | 85         |
| 2019–2020 | 46            | 22            | 69     | 40     | 58            | 32            | 59       | 26       | 232        | 31         |
| 2020–2021 | 7             | 60            | 78     | 42     | 21            | 58            |          |          | 108        | 53         |